# Erysimum meyerianum
Erysimum meyerianum är en korsblommig växtart som först beskrevs av Franz Josef Ivanovich Ruprecht, och fick sitt nu gällande namn av Nikolaj Adolfovitj Busj. Erysimum meyerianum ingår i släktet kårlar, och familjen korsblommiga växter. Inga underarter finns listade i Catalogue of Life.